# 卢德维卡市镇
卢德维卡市镇（瑞典語：Ludvika kommun）是瑞典中部达拉纳省的一个市镇。其治所位于盧德維卡。